# رانو
رانو (به لاتین: Rannu) یک منطقهٔ مسکونی در استونی است که در دهستان الوا واقع شده‌است.

## نگارخانه

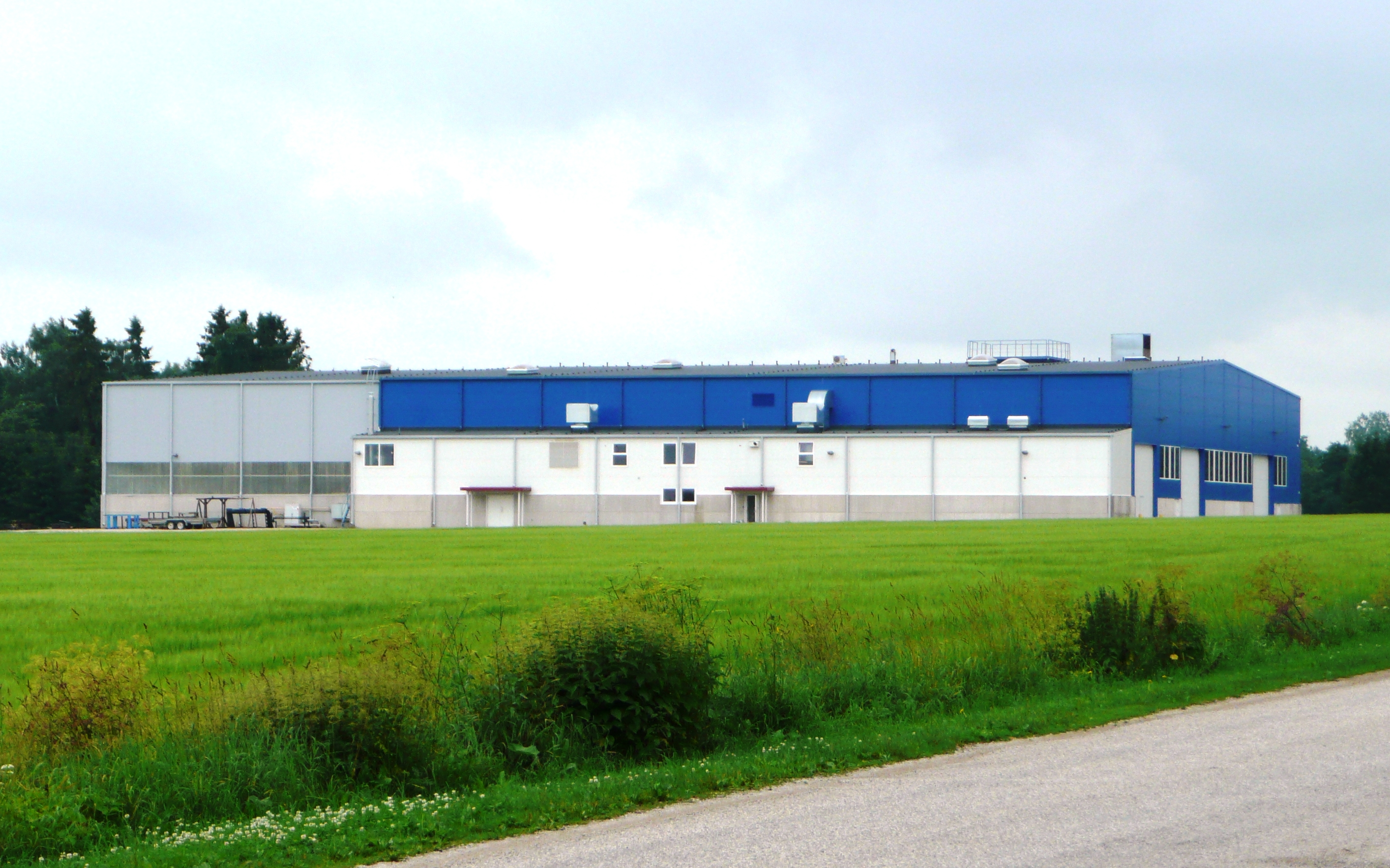
Industrial buildings
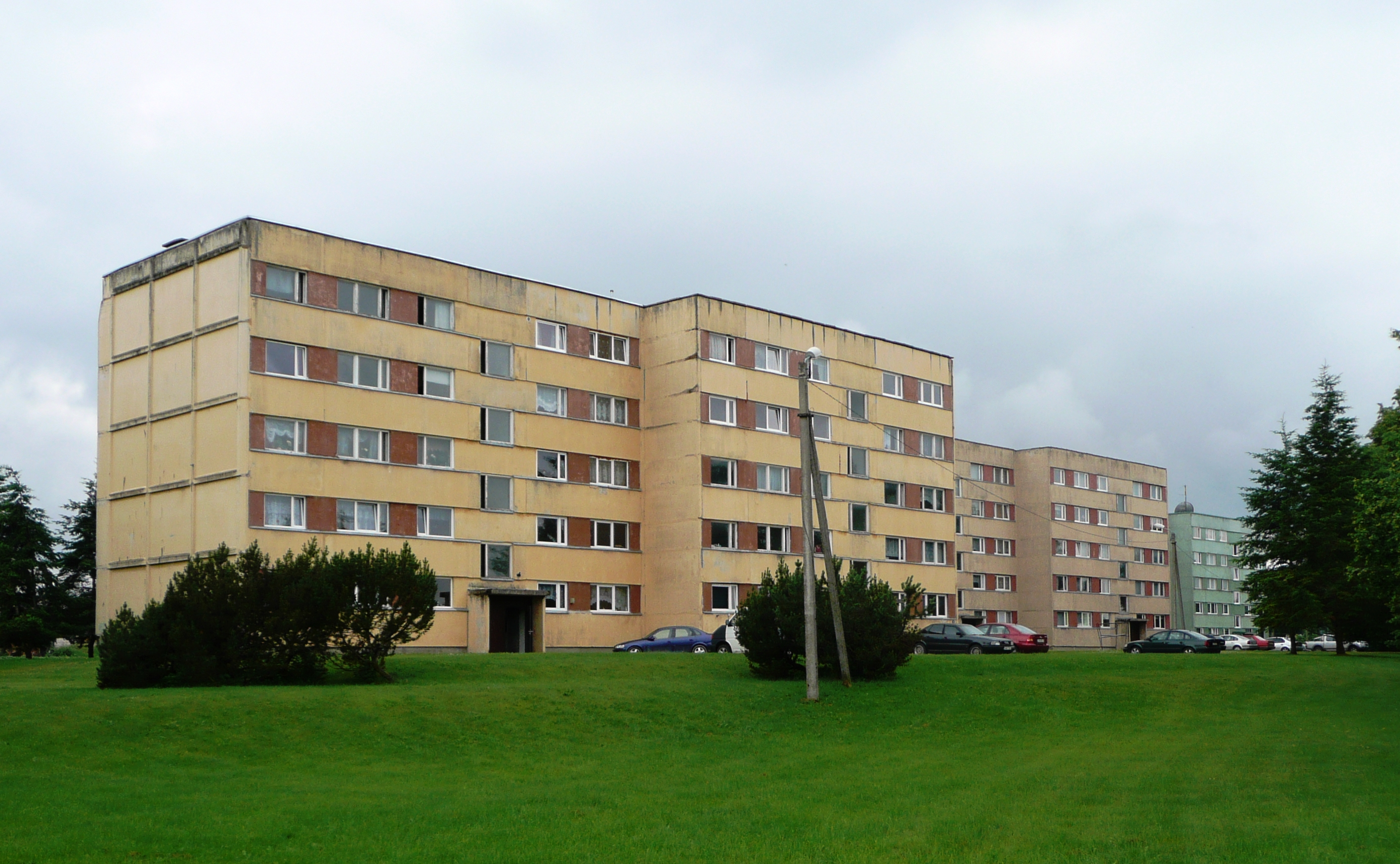
Apartment buildings
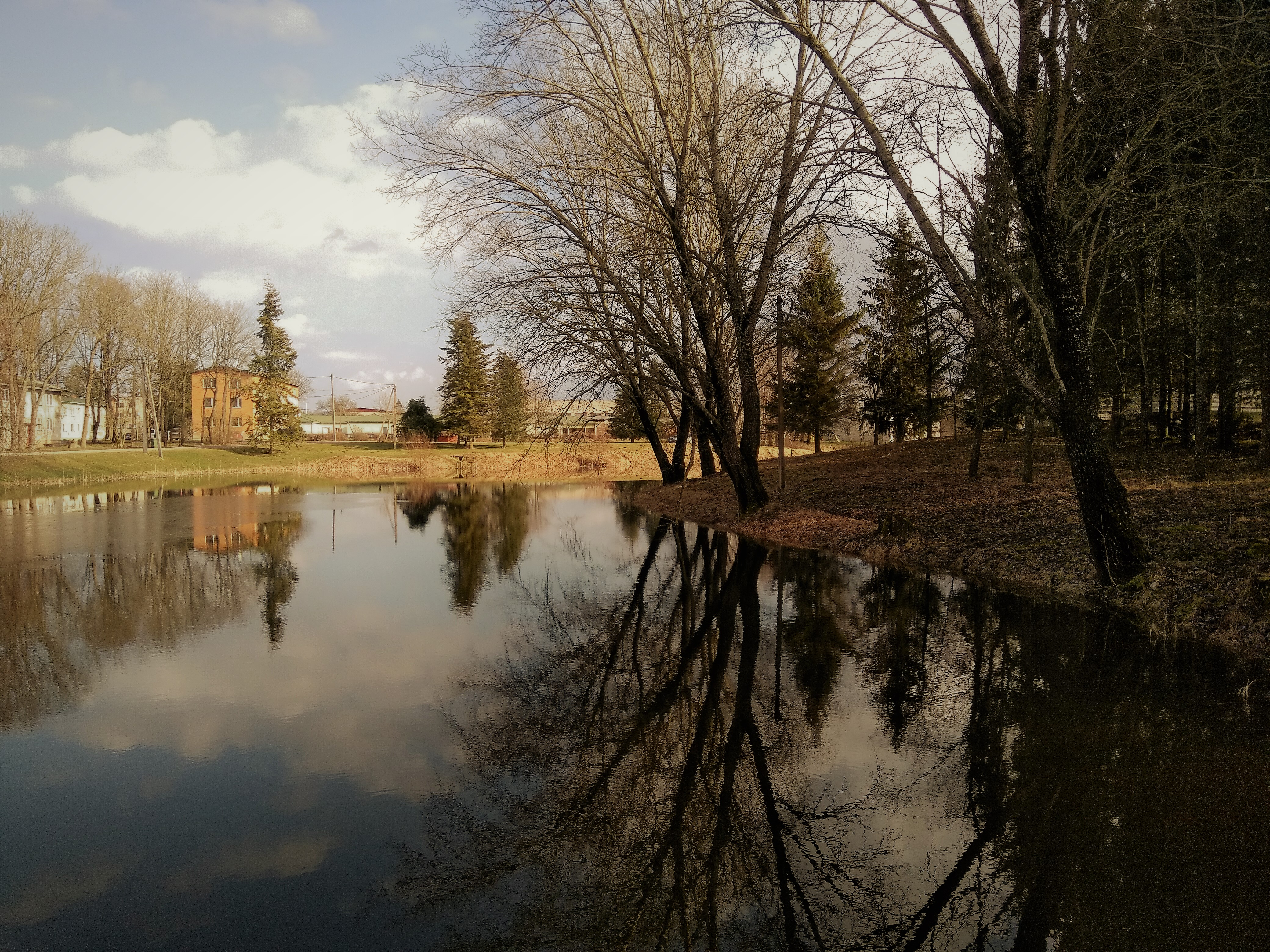
Reservoir and houses
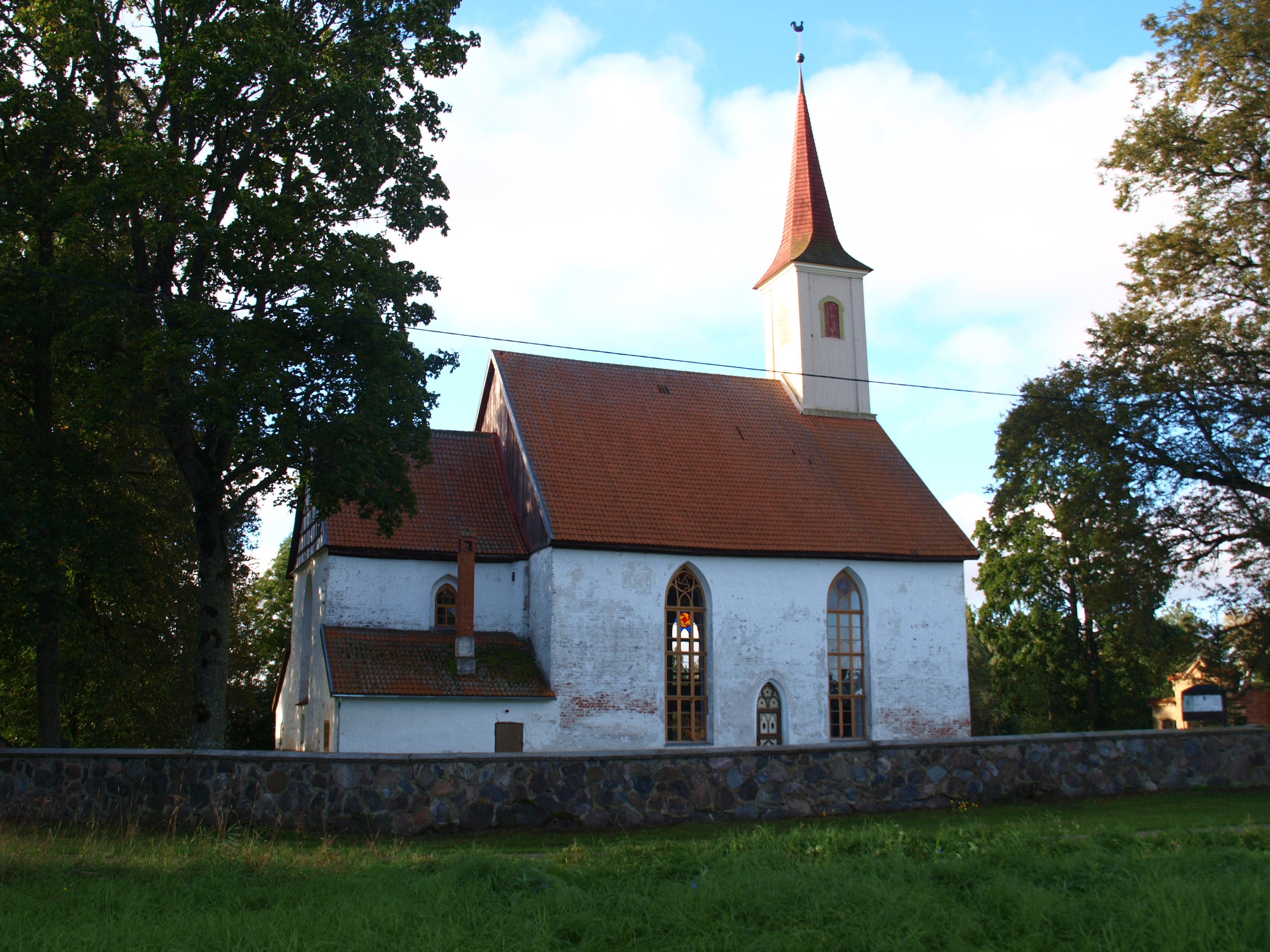
Church